# Racing Club de Cannes 2020-2021
Questa voce raccoglie le informazioni riguardanti il Racing Club de Cannes nelle competizioni ufficiali della stagione 2020-2021.

## Organigramma societario
Area direttiva
- Presidente: Agostino Pesce

Area tecnica
- Allenatore: Filippo Schiavo

## Rosa
| N° | Nome                 | Ruolo | Data di nascita   | Nazionalità sportiva |
| -- | -------------------- | ----- | ----------------- | -------------------- |
| 1  | Claire Felix         | C     | 27 gennaio 1995   | Stati Uniti          |
| 2  | Carly DeHoog         | O     | 14 ottobre 1994   | Stati Uniti          |
| 3  | Aurélia Ebatombo     | O     | 1º ottobre 1998   | Francia              |
| 4  | Ana Starčević        | S     | 24 marzo 1986     | Croazia              |
| 5  | Micaya White         | S     | 20 settembre 1996 | Stati Uniti          |
| 6  | Laurel Dibert        | C     | 30 maggio 2001    | Francia              |
| 7  | Lucile Le Thuc       | P     | 19 settembre 1992 | Francia              |
| 8  | Chloé Mayer          | C     | 18 luglio 1997    | Francia              |
| 9  | Islen Castillo       | C     | 16 marzo 1999     | Cuba                 |
| 10 | Bernadett Dékány     | S     | 30 giugno 1992    | Ungheria             |
| 11 | Rene Sain            | L     | 23 aprile 1997    | Croazia              |
| 12 | Ottavia Hieulle      | L     | 30 luglio 1999    | Francia              |
| 15 | Bernarda Brčić       | P     | 12 maggio 1991    | Croazia              |
| 16 | Sarah Knol           | O     | 18 gennaio 2001   | Paesi Bassi          |
| 17 | Déborah Lafalize     | P     | 8 settembre 1999  | Belgio               |
| 18 | Francesca Parlangeli | L     | 23 febbraio 1990  | Italia               |
| 19 | Isaline Sager-Weider | C     | 5 luglio 1988     | Francia              |
| 20 | Annaïg Boisard       | S     | 18 ottobre 2000   | Francia              |